# アジア大都市ネットワーク21
アジア大都市ネットワーク21（アジアだいとしネットワークにじゅういち、略称：ANMC21）は、国という枠を越え、アジアの大都市が共通の課題に取り組み、アジア地域の繁栄と発展につなげていく目的で結成された組織。提唱人は東京都知事の石原慎太郎。
2000年8月、クアラルンプールにて共同提唱都市首長会議が開催され活動を開始した。
現在活動を休止している。

## 参加都市
- バンコク
- デリー※
- ハノイ
- ジャカルタ
- クアラルンプール※
- マニラ
- ソウル※
- シンガポール
- 台北
- 東京※
- トムスク
- ウランバートル
- ヤンゴン

※共同提唱都市

### 北京の脱退
当初は台北の参加に難色を示していた北京も政治的立場を超えて互いに参加していたが、
2004年11月にジャカルタで行われた第4回総会で次期総会開催都市に北京と台北が立候補し、2005年の総会は北京、2006年の総会は台北で開催するということが決まったが、
北京はこの共同声明への署名を拒否し、署名しないまま帰国するという事態が発生した。
ANMC21事務局は北京に署名するよう粘り強く求めたが、2005年8月30日に突然アジア大都市ネットワーク21を脱退すると表明した。
2005年9月2日の東京都知事定例会見で石原慎太郎はこの北京の態度に不満を漏らしていた。
また、「北京（政治的な都市）ではなく上海（経済の都市）を選ぶべきだったのかも知れない」とも述べた。
ちなみに、当初香港も参加を検討していたが参加表明は得られなかった。

## 共同事業
大都市に共通する課題を解決することを目的として、共同事業が進められている。共同事業は、第1回総会で15の事業が決定され、その後18事業にまで増加したが、第6回総会で12の共同事業に再構築されている。
| - 産業 - 中小型ジェット旅客機の開発促進 - ウェルカム・アジアキャンペーン - アジアのビジネス及び投資促進プロジェクト - 都市の発展に向けたICT戦略 - 環境 - 都市と地球の環境問題 - 危機管理 - 危機管理ネットワーク | - 保健・衛生 - アジア感染症対策プロジェクト - 芸術・文化 - アジア舞台芸術祭 - 女性の社会参画 - 女性の社会参画 - 人材育成 - アジア遠隔教育プロジェクト - アジアの若者の交流 - 職員能力向上プログラム |

## 総会開催都市
- 2001年10月 : 第1回総会，東京
- 2002年11月 : 第2回総会，デリー
- 2003年11月 : 第3回総会，ハノイ
- 2004年11月 : 第4回総会，ジャカルタ
- （第5回総会開催予定の北京が脱退する）
- 2005年11月 : 臨時会議，東京
- 2006年4月 : 第5回総会，台北
- 2007年11月 : 第6回総会，マニラ
- 2008年11月 : 第7回総会，クアラルンプール
- 2009年11月 : 第8回総会，バンコク
- 2010年11月 : 第9回総会，東京
- 2011年10月 : 第10回総会，ソウル
- 2012年6月 : 第11回総会，シンガポール
- 2013年11月 : 第12回総会，ハノイ
- 2014年9月 : 第13回総会，トムスク